# Beswerd
Beswerd (Gronings: Besperd) is een gehucht in de gemeente Westerkwartier in de provincie Groningen. Het ligt ten noorden van Aduard. Beswerd vormt een wierde in het midden van het oude landschap Middag en daarbinnen in de oude Feerwerdermeeden, tegenwoordig de Medenertilsterpolder. Het gehucht bestaat uit twee boerderijen en twee arbeidershuisjes aan de voet van een wierde (hoogte ca, 2,6 meter boven NAP) en nog eens twee boerderijen iets daarbuiten.

## Naam en geschiedenis
Middeleeuwse namen voor de wierde zijn Buxingi, Bohsing(h)i of Beswert. Latere namen zijn Beskwerd, Bestwerd, Bustwerd, Besquers, Bexwerd en Bexsem. De naam betekent 'wierde van Bokse', waarbij Bokse een persoonsnaam is. De wierde behoorde vroeger tot het kerspel van Garnwerd, maar de bewoners kerkten in het nabijgelegen kerkje van Fransum, waarnaar een kerkpad liep dat ergens in de jaren 1950 of '60 is verdwenen. Sinds het begin van de 21e eeuw is er – op een andere plek – een nieuw fietspad naar Fransum aangelegd, dwars door het weidse landschap.
De wierde ligt op een oude kwelderrug en werd waarschijnlijk reeds bewoond in de IJzertijd. In de wierde zijn inheems-Romeinse en middeleeuwse potscherven gevonden. In 2001 werden de wierden Beswerd I (Beswerd-Zuid) en Beswerd II (Beswerd-Noord) aangewezen als rijksmonument.
| In de 15e eeuw was er waarschijnlijk een 'olt Luersmaheert' te Beswerd. Rond 1450 wordt ene Hayke to Beswert genoemd, waarvan onbekend is of ze hier woonde. In 1466 werd door een Luersema een kerkklok geschonken aan de Jacobuskerk van Feerwerd. In 1506 vestigde de Friese jonker Jancko Douwama zich in Feerwerd, nadat hij was getrouwd met Teth Luersema, die afkomstig was van de heerd. Op een grafsteen in de Jacobuskerk van Feerwerd wordt verder het overlijden van ene Sicke Luersema genoemd in 1493. Bij Feerwerd heeft ook een 'kleine borg' gestaan, die ook Luursmaheerd genoemd werd (de Luursemaheerd of kleine borg te Feerwerd). In de 16e eeuw was Old Luursema eigendom van het klooster Ter Apel, dat in 1563 er 100 grazen land kocht. Na de reductie kwam het in handen van de stad Groningen. Op de plek van Old Luursema verrees later de huidige boerderij Groot-Beswerd. De achtermuur van het woonhuis van deze boerderij bestaat nog volledig uit kloostermoppen die mogelijk uit Old Luursema afkomstig zijn of daarvan nog een restant zijn. De oude grachten van Old Luursema aan west- en zuidzijde zijn nog aanwezig, die aan noord- en oostzijde zijn in de loop der tijd vervangen door sloten. |

### Oud of Klein-Beswerd

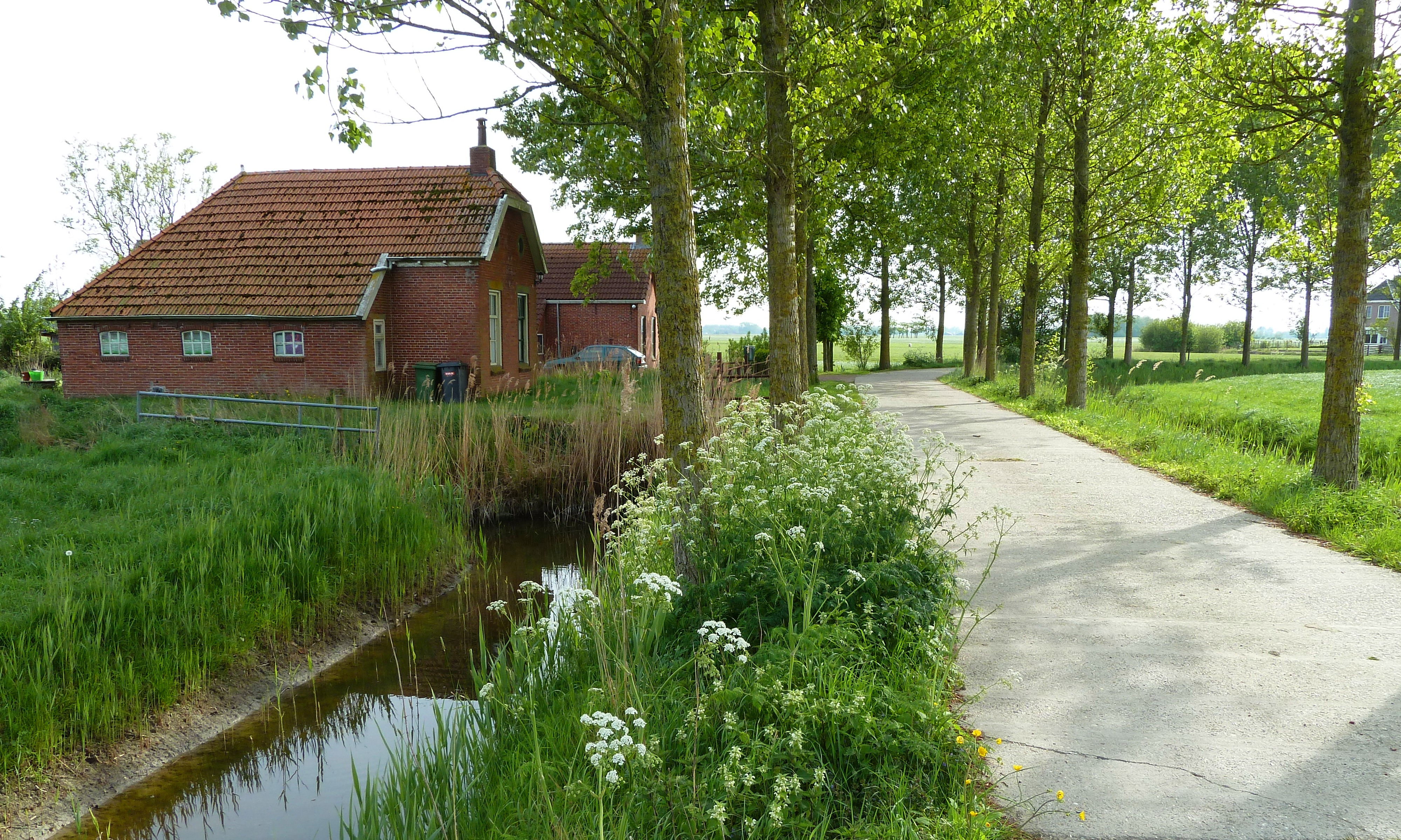
De beide arbeiderswoningen bij Oud-Beswerd met rechtsachter een glimp van het voorhuis van de boerderij

Ten westen van Groot-Beswerd ligt de boerderij Oud-Beswerd of Lutje of Klein-Beswerd. In 1807 kocht boer Tonnis Bartels Wieringa (1776-1850) uit Oostum de boerderij Oud-Beswerd en in 1824 ook Groot-Beswerd. In 1837 kocht hij ook de Piloersemaborg, waar zijn nageslacht bleef wonen tot 2005. Bij zijn overlijden bezat Tonnis 7 boerderijen met 275 hectare land ter waarde van 100.000 gulden en was daarmee uitgegroeid tot een van de hoogst aangeslagenen van de provincie. Waarschijnlijk omdat men dacht dat hij dit nooit eerlijk kon hebben verworven, ontstond over hem een verhaal. Volgens deze overlevering beroofde 'Tun van Besperd', zoals hij vaak genoemd werd, rond 1815 terugtrekkende Franse soldaten van een vat met geld, die hij in een sloot liet rollen. Daaraan zou hij zijn rijkdom hebben te danken. Zijn grote rijkdom had hij echter te danken aan zijn spaarzaamheid, zijn slimme koopgedrag (voor de boerderijen en borg was weinig animo, zodat hij ze goedkoop kon kopen) en aan de verkoop van paarden en vee.
Bij de boerderij Oud-Beswerd behoorden twee arbeidershuisjes, die beiden in 1920 werden gebouwd. Begin 21e eeuw werd een nieuw woonhuis gebouwd bij Oud-Beswerd en kwamen de huisjes leeg te staan. Door de milieuwetgeving met betrekking tot stankoverlast rond boerenbedrijven van de gemeente Winsum konden de huizen niet meer bewoond worden en dreigden ze te vervallen. Volgens Nina van den Broek, die hierover in 2004 een verhaal publiceerde in het blad Noorderbreedte stelde de gemeente Winsum na dit verhaal een gedoogbeleid in rond de huisjes, zodat ze weer bewoond konden worden. In 2018 werden ze echter alsnog afgebroken, maar werd er tevens een vergunning verleend voor de bouw van twee nieuwe woningen. 
Ten zuiden van de Fransumertocht stond tot de jaren 1980 een klein boerderijtje met de naam Lutje Beswerd. Langs deze boerderij liep een kerkepad naar Fransum. De boerderij werd vervolgens bij boerderij Klein-Beswerd getrokken en afgebroken.